# Мінно-вибухові загородження
Мінно-вибухові загородження (МВЗ) — це військові укріплення для зриву атак противника у відкритій місцевості, найчастіше в полі . МВЗ складають основу інженерних загороджень. Це зумовлено їх високою бойовою ефективністю, масовістю і швидкістю установки, а також можливістю маневру в ході бойових дій.

## Призначення, характеристика, будова та принцип дії протитанкових і протипіхотних мін ЗСУ
Ефективність застосування МВЗ оцінюється, по-перше, втратами, яких зазнав противник при їх подоланні, і, по-друге, зниженням темпу його просування та затримкою на загородженнях. Обидва ці чинники сприяють зриву наступу або відбиттю атак противника.
Для МВЗ, в залежності від умов місцевості, виконуваних завдань, та оперативно-тактичної обстановки, застосовуються такі типи мін:
- Протитанкова міна
- Протипіхотна міна
- Протитранспортна міна
- Протидесантна міна тощо.

За досвідом війн масштаби застосування мінно-вибухових загороджень в усіх видах бойових дій постійно зростають.
За прийнятою класифікацією мінно-вибухові загородження поділяються на: протитанкові, протипіхотні, протитранспортні, протидесантні та річкові. Вони можуть створюватися на суші, на водних перешкодах та морському узбережжі. В ряді країн світу триває розробка мін, які призначені для ураження повітряних маловисотних цілей (вертольотів, крилатих ракет, літаків, безпілотних літальних апаратів тощо). Застосування баражуючих боєприпасів дозволяє розширити діапазон застосування мінно-вибухових загороджень на повітряний простір.

## Система дистанційного мінування
Швидке зростання ефективності МВЗ останнім часом пов‘язується з прийняттям на озброєння нових зразків мінно-вибухових засобів і з подальшою розробкою їхнього бойового застосування. Поява систем дистанційного мінування (СДМ) внесла корінні зміни в теорію та практику застосування загороджень, а саме:
оперативність їх застосування та можливість впливати на всю глибину бойових порядків військ противника, використовуючи авіацію і ракетно-артилерійські системи із здійсненням оперативного прикриття підрозділів і об'єктів мінними полями.
СДМ можуть застосовуватися не тільки в обороні, що було традиційним, але й у наступі, при відході (для затримки підрозділів противника, що переслідують), а також в інших видах бойових дій і оперативно-тактичних ситуаціях.

## Застосування мін в збройних (локальних) конфліктах
За наявними даними, втрати армії США на мінах в ході в‘єтнамської війни склали близько 70% від загальних втрат. У корейській війні цей показник перевищував 50%. «Мінна війна» на гірських дорогах Афганістану також призводила до досить великих втрат особового складу і техніки воюючих сторін
(до 67%), особливо на початковому етапі бойових дій. Темп просування колон по замінованих дорогах не перевищував 3-5 км/год.
За даними ООН і Міжнародного комітету Червоного Хреста (МКЧХ), на територіях більше 60 країн світу на сьогодні встановлені і знаходяться в бойовому положенні більше 110 млн мін. Ще близько 100 млн мін готові до застосування і зберігаються на військових арсеналах, складах і базах, причому найбільшої інтенсивності процес застосування МВЗ набув в останні 20 років. Темпи мінування значно випереджають темпи і технічні можливості розмінування. За даними ООН, тільки за 1993 рік було встановлено 3 млн нових мін, а знешкоджено всього лише 100 тисяч.
Не меншу гостроту мінна проблема набуває і на території колишнього СРСР, де в 90-і роки виникла низка збройних конфліктів, які супроводжувалися широким застосуванням МВЗ, у тому числі, протипіхотних. За масовістю застосування МВЗ і ступенем небезпеки їх для мирного населення слід зазначити збройні конфлікти в Чечні, Таджикистані, Грузії і Придністров‘ї.